# NGC 6933
NGC 6933 é uma estrela dupla na direção da constelação de Delphinus. O objeto foi descoberto pelo astrônomo Herman Schultz em 1865, usando um telescópio refrator com abertura de 9,5 polegadas. 